# ويلسون رودريغيز
ويلسون رودريغيز (بالإنجليزية: Wilson Rodriguez)‏ (4 فبراير 1966 - ) هو ملاكم دومينيكي.

## روابط خارجية
- ويلسون رودريغيز على موقع بوكس ريك (الإنجليزية) (registration required)